# ميمي كورتز
ميمي كورتز (بالإنجليزية: Mimi Coertse) ولدت عام 1932 وهي أول مغنية أوبرا من جنوب أفريقيا تقف في مصاف أشهر المغنيات في العالم. ولدت ميمي كورتز في مدينة ديربان بإقليم ناتال بجنوب إفريقيا لأب يعمل مفتشًا بالسكك الحديدية. بدت عليها علامات التصميم الشديد على شق طريقها مغنية سوبرانو (صوت غنائي) للأوبرا. في عام 1953م قصدت أوروبا لتكمل دراستها، وحازت إعجابًا مبكِّرًا لعروضها التي قدمتها للجمهور. وقادها هذا النجاح للعمل في فرقة أوبرا فيينا الوطنية عام 1956م. وظلت تغني هناك حتى عودتها لجنوب إفريقيا عام 1973م. وقد أوصلتها سمعتها الفنية إلى مراكز هامة من مراكز الأوبرا العالمية، مثل كوفنت غاردن، وجلندبورن، وسالزبيرغ، وبرلين.

## روابط خارجية
- ميمي كورتز على موقع IMDb (الإنجليزية)
- ميمي كورتز على موقع ميوزك برينز (الإنجليزية)
- ميمي كورتز على موقع أول ميوزيك (الإنجليزية)
- ميمي كورتز على موقع ديسكوغز (الإنجليزية)